# Medetera grunini
Medetera grunini är en tvåvingeart som beskrevs av Negrobov 1966. Medetera grunini ingår i släktet Medetera och familjen styltflugor. Inga underarter finns listade i Catalogue of Life.